# 张勃川
张勃川（1909年—？），山东冠县人，中华人民共和国政治人物、外交官。
1962年，接替甘野陶，担任中华人民共和国驻芬兰大使。1965年，由岳欣接任。1980年，接替戴路，担任中华人民共和国驻乌干达大使。